# Rafael Cortés
Rafael Cortés (Córdoba, 1838 - Buenos Aires, 1887) fue un abogado y político argentino. Vivió y actuó en la política de la Provincia de San Luis, obteniendo altos cargos de gobierno. Gobernador de la Provincia de San Luis del 26 de octubre de 1874 al 8 de mayo de 1878, murió el 1 de septiembre de 1887 en Buenos Aires y sus restos descansan en el Cementerio de la Chacarita, en la bóveda de la familia de Alfonso Álvarez y Edelmira A. de Cáceres.
Se recibió de abogado en 1856. Se desconoce cuándo llegó a San Luis, aunque en 1873 fue Ministro del Gobernador Lindor Quiroga. Su impronta política en la provincia puntana, le otorgó ser Presidente de la Legislatura en 1874. Sus aportes y conocimientos le otorgó el cargo de Rector en el prestigioso Colegio Nacional de San Luis. Luego del fracaso de la Revolución Mitrista fue nombrado gobernador interino de la provincia de San Luis por el Coronel Carlos Panelo, como provisorio (causó disgusto en la provincia por no ser puntano ni él ni su ministro Aureliano Lavié). El 8 de mayo de 1875 propietario. El general Julio Argentino Roca y Carlos Panelo marchan hacia Mendoza en persecución de José Miguel Arredondo y Facundo Quiroga. El 6 de diciembre se libra el combate en Santa Rosa de los Andes (Mendoza), y en consecuencia la rendición de los revolucionarios y exilio de Arredondo y exgobernadores de San Luis (Lindor Quiroga, Juan Barbeito, José Rufino Lucero y Sosa y Justo Daract). El gobierno de turno declara la amnistía a los revolucionarios y regresan a la provincia. 
El exgobernador Barbeito devuelve el tesoro del Banco Nacional de San Luis y Cortés restablece el orden público, reabre las escuelas cerradas durante la sedición y crea otras. Inauguración del ferrocarril de Río Cuarto a Villa Mercedes. 
Durante su interinato como Gobernador, Cortés realizó importantes aportes:
- Organizó el Regimiento Pringles y el Batallón de Cazadores de San Luis.
- Puso orden en la Administración Pública.
- Regularizó el funcionamiento de las escuelas que habían sido abandonadas y clausuradas durante la revolución.
- Hacia fines de 1875 se lleva a cabo el Censo de Población Escolar con un resultado de 14.664 niños.
- Se instala, en el Colegio Nacional, la primera Escuela Normal de Maestros en la Capital Puntana (y se otorgan 16 becas).
- En enero de 1876 se instala, en la Escuela Normal de Niñas, la Sociedad Protectora de la Educación.
- Se aprueba la Ley que permitió construir las Escuelas Rivadavia, Belgrano y otras dos en Renca.
- Hizo que la Provincia concurriera a la Exposición de Filadelfia donde exhibió muestras de los elementos y productos dignos de ser explotados con éxito.
- Se construyó el edificio para la escuela graduada de Niñas, la Casa de Gobierno, la Cárcel, la Iglesia Matriz y el Dique de Potrero de los Funes.
- Se inauguraron los trabajos del ferrocarril Villa Mercedes y RÌo IV.
- Se crea el Departamento Topográfico, cuya inmediata tarea fue levantar el plano catastral de la provincia.
- Se expropiaron 100 leguas en el sur, para la instalación de colonias agrícolas.
- Se instala una Sucursal del Banco Nacional (en el mismo lugar donde hoy se encuentra la Municipalidad de la Ciudad de San Luis).
- Se abre un camino recto desde la Capital de la Provincia a Quines.

En mérito a la labor desempeñada como Gobernador de la provincia y a su preocupación por los asuntos de sus comprovincianos, fue elegido Senador Nacional durante dos períodos: 1880-1881 y 1883-1887 y La Escuela Nº 55 de Las Chacras del Departamento Ayacucho lleva su nombre.